# Bālā Maḩalleh-ye Barkā Deh
Bālā Maḩalleh-ye Barkā Deh (persiska: بالا محله برکا ده) är en ort i Iran.   Den ligger i provinsen Gilan, i den nordvästra delen av landet, 230 km nordväst om huvudstaden Teheran. Antalet invånare är 362.
Terrängen runt Bālā Maḩalleh-ye Barkā Deh är mycket platt, och sluttar norrut. Runt Bālā Maḩalleh-ye Barkā Deh är det tätbefolkat, med 636 invånare per kvadratkilometer. Närmaste större samhälle är Rasht, 14,0 km väster om Bālā Maḩalleh-ye Barkā Deh. Trakten runt Bālā Maḩalleh-ye Barkā Deh består till största delen av jordbruksmark.